# Línea de alta velocidad Madrid-Segovia-Valladolid
La línea de alta velocidad Madrid-Segovia-Valladolid es una línea de alta velocidad que se abrió al servicio comercial el 23 de diciembre de 2007 y que constituye el primer tramo que entró en funcionamiento de los corredores norte y noroeste del ferrocarril de alta velocidad en España.
Según el PEIT 2005-2020 esta línea se encuentra conectada con las siguientes líneas ya operativas en servicio comercial:
- L.A.V. Olmedo-Zamora-Galicia, y ésta a su vez con el Eje Atlántico.
- L.A.V. Valladolid-Palencia-León, prolongación directa de la línea que finaliza en León y da paso a la L.AV. León-Asturias).
- L.A.V. Venta de Baños-Burgos-Vitoria, y esta a su vez con la Y vasca y Francia.
- L.A.V. Madrid-Levante, desde Chamartín a través del nuevo túnel de Alta velocidad.

La línea está construida con una plataforma preparada para la circulación de trenes a 350 km/h, señalización de tipo ERTMS II y ASFA digital, franqueamiento de desvíos a 220 km/h y supone una reducción de más de 70 km (28 %) respecto al trazado de la Línea General del Norte o Imperial gracias a los túneles de San Pedro y de Guadarrama de 9 y 28 km, respectivamente. Redujo los tiempos de recorrido entre Madrid y Valladolid de las 2:30 h a 53 min (velocidad media de 203 km/h). Además, gracias a los tres cambiadores de ancho duales que se instalaron al inicio de la línea en Chamartín, Valdestillas y Valladolid también se redujeron los tiempos de viaje en todos los trayectos entre Madrid y el Norte-Noroeste de España, el cambiador de Valladolid fue desmantelado en 2015 tras la apertura de la L.A.V. Valladolid-León. El cambiador de Chamartín fue desmantelado una vez inaugurado el túnel AVE entre Atocha y Chamartín, y el de Valdestillas dejó de prestar servicio con la inauguración del tramo de alta velocidad Venta de Baños-Burgos, ambos tramos inaugurados en julio de 2022. Dicho cambiador será desmantelado en un futuro.
En 2024 se aprobó la construcción de un desvío o baipás cerca de Olmedo para conectar esta línea con la Línea de alta velocidad Olmedo-Zamora-Orense-Santiago de Compostela por 40 millones de euros con previsión de estar terminado a mediados de 2026.

## Características técnicas

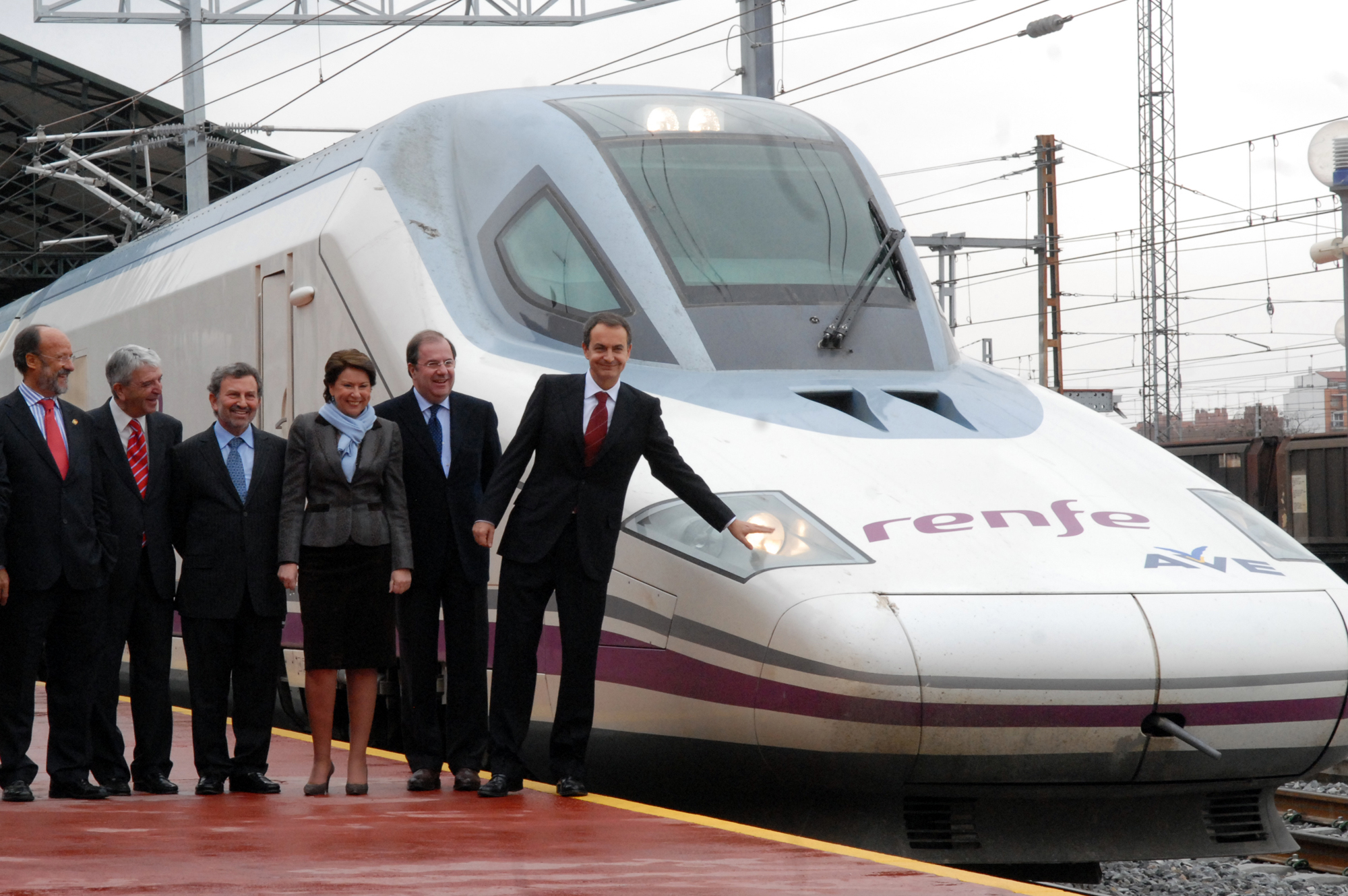
José Luis Rodríguez Zapatero junto a Juan Vicente Herrera y Magdalena Álvarez (entre otros) inaugurando la línea en un acto celebrado en la Estación de Valladolid-Campo Grande el 22 de diciembre de 2007.

- Inauguración: 22 de diciembre de 2007 (puesta en servicio al día siguiente).
- Coste aproximado: 4205 M€[1] (unos 700 M€ corresponden a la reforma de la RAF de Valladolid).
- Licitación: encargada por el Gobierno al GIF (hoy Adif) en 1998.
- Construcción: A partir del 19 de julio de 2001.[1]
- Estaciones intermedias: Segovia-Guiomar (PK 68,3).
- En el PK 133,8 existe una bifurcación hacia la L.A.V. de Galicia, con desvíos franqueables a 220 km/h por la vía desviada (salto de carnero desde la vía derecha).

| Longitud                    | 179,6 km                                           |
| Longitud total en túneles   | 42,1 km                                            |
| Longitud total en viaductos | 2 km                                               |
| Ancho de vía                | UIC (1.435 mm)                                     |
| Electrificación             | 25 kV 50 Hz CA                                     |
| Velocidad máxima            | 350 km/h                                           |
| Señalización                | ASFA digital y ERTMS niveles I y II                |
| Ancho plataforma            | 16 m                                               |
| PAET                        | 3 (Soto del Real, Garcillán y Olmedo)              |
| PB                          | 3 (Tres Cantos, Nava de la Asunción, Valdestillas) |
| Cambiador de ancho          | Valdestillas (Actualmente sin tráfico)             |

PB = Puesto de banalización
PAET = puesto de adelantamiento y estacionamiento de trenes

### Obras singulares
El trazado cuenta en sus 179,4 km de longitud con 9 viaductos, 11 túneles y 152 puentes. Algunas obras singulares implicadas en la obra:
- Túneles de Guadarrama (28 377 m)
- Túneles de San Pedro (8930 m)
- Viaducto Arroyo del Valle (1796 m, altura máxima 77,8 m)
- Túnel del Tabladillo (2 km)
- Túnel de la Fuentecilla (1900 m)
- Túnel del Pinar de Antequera (1 km) (abierto el 8 de noviembre de 2009)

### Velocidades máximas

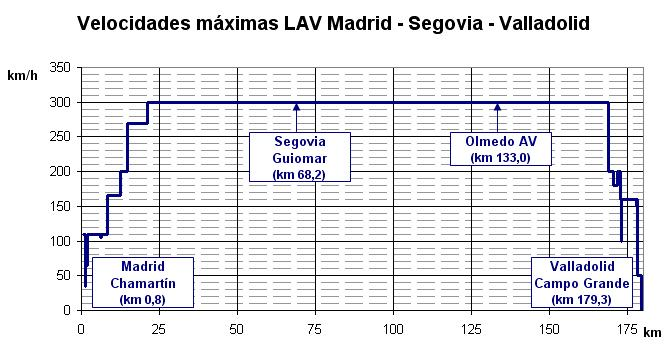
Cuadro de velocidades máximas de la línea

Las velocidades máximas admisibles en la línea con la señalización ERTMS en servicio son las siguientes. Nótese que solo se autoriza a circular a un máximo de 300 km/h durante 147 km de la línea (82 % de toda la línea).
| km inicio | km fin  | km/h |
| --------- | ------- | ---- |
| 0,800     | 1,402   | 110  |
| 1,402     | 1,440   | 35   |
| 1,440     | 1,884   | 65   |
| 1,884     | 6,071   | 110  |
| 6,071     | 6,513   | 105  |
| 6,513     | 8,300   | 110  |
| 8,300     | 12,400  | 165  |
| 12,400    | 14,600  | 200  |
| 14,600    | 21,000  | 270  |
| 21,000    | 168,700 | 300  |
| 168,700   | 170,358 | 200  |
| 170,358   | 171,807 | 180  |
| 171,807   | 172,600 | 200  |
| 172,600   | 177,752 | 160  |
| 177,752   | 177,827 | 150  |
| 177,827   | 178,100 | 160  |
| 178,100   | 179,300 | 50   |

## Reducción de los tiempos de viaje
Los trenes Talgo fueron sustituidos por trenes Alvia al incorporar a las composiciones de Talgo VII las nuevas cabezas de la Serie 130 de Renfe, siendo así el conjunto del tren de rodadura desplazable.
Así, estos trenes pasan por el cambiador de ancho de Valdestillas o de Valladolid para incorporarse a la línea Madrid-Hendaya desde esta línea de alta velocidad y viceversa reduciendo su tiempo de viaje por reducción de la distancia y aumento de la velocidad comercial en el tramo Madrid-Valladolid.
El Talgo Madrid-Galicia se desvió más tarde por la L.A.V. circulando hasta el cambiador de Valdestillas, donde invierte el sentido de la marcha y cambia de locomotora. En este caso la reducción de tiempo ha sido menor, tan sólo 15-20 min, si bien en el tren Galicia-Madrid ha supuesto una ventaja el uso de la línea al poder recuperar mejor el retraso acumulado.
Actualmente, los trenes Alvia procedentes de Galicia cambian de ancho en Taboadela a 17 km al sur de Orense utilizando la línea de alta velocidad Olmedo-Zamora-Galicia hasta la bifurcación de Olmedo, desde donde circulan por vías de alta velocidad hasta Madrid, con el consiguiente ahorro de tiempo. Los trenes procedentes de Asturias utilizan el cambiador de Vilecha en León, los de Cantabria en Villamuriel (Palencia) y los de País Vasco en Burgos, desde ahí continúan viaje hasta Madrid utilizando la línea.
| de Madrid a:    | tren anterior | t    | d      | v-media     | tren actual     | t    | d        | v-media     | reducción |
| --------------- | ------------- | ---- | ------ | ----------- | --------------- | ---- | -------- | ----------- | --------- |
| Burgos          | Talgo         | 3:22 | 282 km | 83,76 km/h  | AVE             | 1:33 | 301 km   | 194,19 km/h | 1:49      |
| Gijón           | Talgo         | 6:15 | 591 km | 94,56 km/h  | Alvia           | 5:05 | 521 km   | 102,49 km/h | 1:10      |
| Irún            | Intercity     | 6:50 | 640 km | 93,66 km/h  | Alvia/Intercity | 5:43 | 570 km   | 99,7 km/h   | 1:06      |
| León            | Talgo         | 3:50 | 420 km | 109,57 km/h | AVE             | 1:50 | 345,5 km | 178,7 km/h  | 1:54      |
| Miranda de Ebro | Talgo         | 4:26 | 371 km | 83,68 km/h  | Alvia           | 3:09 | 390 km   | 124 km/h    | 1:17      |
| Oviedo          | Talgo         | 5:43 | 559 km | 97,78 km/h  | Alvia           | 4:34 | 489 km   | 107 km/h    | 1:09      |
| Palencia        | Talgo         | 2:50 | 298 km | 105,18 km/h | AVE             | 1:19 | 230 km   | 174,6 km/h  | 1:31      |
| San Sebastián   | Intercity     | 6:25 | 623 km | 97,09 km/h  | Alvia/Intercity | 5:00 | 553 km   | 104,7 km/h  | 1:08      |
| Santander       | Talgo         | 5:35 | 515 km | 92,24 km/h  | Alvia           | 4:20 | 445 km   | 103 km/h    | 1:15      |
| Segovia         | Regional      | 2:03 | 101 km | 49,27 km/h  | Alvia/Avant     | 0:27 | 68,3 km  | 151,7 km/h  | 1:36      |
| Valladolid      | Talgo         | 2:23 | 249 km | 104,48 km/h | AVE             | 0:53 | 179,3 km | 202,6 km/h  | 1:30      |
| Vitoria         | Intercity     | 4:39 | 493 km | 106,02 km/h | Alvia/Intercity | 3:40 | 423 km   | 117,5 km/h  | 1:03      |

## Servicios que circulan por estas líneas
| Tren             | <<                | >>                      | paradas intermedias | material  | observaciones |
| ---------------- | ----------------- | ----------------------- | --- | --------- | --- |
| AVE              | Madrid-Chamartín  | Orense                  | Zamora | S112      | 2:15 |
| AVE              | Madrid-Chamartín  | Burgos                  | Valladolid-Campo Grande | S112      | 1:33 |
| AVE              | Madrid-Chamartín  | León                    | Segovia-GuiomarValladolid-Campo GrandePalencia | S112      | 1:55 |
| Avant            | Valladolid        | Madrid Chamartín        | Segovia-Guiomar | S114/S121 | 1:05 |
| Alvia/ Intercity | Madrid-Chamartín  | Hendaya                 | Segovia-Guiomar Valladolid-Campo Grande Burgos-Rosa Manzano Miranda de Ebro Vitoria Zumárraga San Sebastián Irún                                         | S120/S121 | Cambio de ancho en Burgos |
| Alvia            | Madrid-Chamartín  | Bilbao-Abando           | Segovia-Guiomar Valladolid-Campo Grande Burgos-Rosa Manzano Miranda de Ebro Llodio                                                                       | S120      | cambio de ancho en Burgos |
| Alvia            | Madrid-Chamartín  | Santander               | Segovia-Guiomar Valladolid-Campo Grande Palencia Aguilar de Campoo Reinosa Torrelavega                                                                   | S130      | cambio de ancho en Palencia 1 tren al día por sentido prolonga su recorrido a Alicante                                                                                 |
| AVE Avlo Alvia   | Madrid-Chamartín  | Gijón                   | Segovia-Guiomar Valladolid-Campo Grande Palencia Léon Mieres-Puente Oviedo Gijón-Sanz Crespo                                                             | S106 S130 | cambio de ancho en León 1 tren al día por sentido prolonga su recorrido a/desde Alicante y otro tren prolonga su recorrido a/desde Castellón/Vinarós (según temporada) |
| Intercity        | Madrid-Chamartín  | Gijón                   | LeónOviedo | S121      | Circula sin paradas comerciales entre Madrid y León Circula solo viernes Madrid-Gijón, y domingos Gijón-Madrid                                                         |
| Alvia            | Madrid-Chamartín  | La Coruña               | Segovia-Guiomar Medina del Campo AV Zamora Sanabria AV La Gudiña - Porta de Galicia Orense Santiago de Compostela                                        | S130      | cambio de ancho en Taboadela |
| Alvia            | Madrid-Chamartín  | Vigo-Urzáiz             | Segovia-Guiomar Medina del Campo AV Zamora Sanabria AV La Gudiña - Porta de Galicia Orense Santiago de Compostela Villagarcía de Arosa Pontevedra        | S130      | cambio de ancho en Taboadela |
| Alvia            | Madrid-Chamartín  | Lugo                    | Segovia-Guiomar Medina del Campo AV Zamora Sanabria AV La Gudiña - Porta de Galicia Orense Monforte de Lemos Sarria                                      | S730      | cambio de ancho en Taboadela |
| Alvia            | Madrid-Chamartín  | Ferrol                  | Segovia-Guiomar Medina del Campo AV Zamora Sanabria AV La Gudiña - Porta de Galicia Orense Santiago de Compostela La Coruña Betanzos Infesta Puentedeume | S730      | Cambio de ancho en Taboadela |
| Alvia            | Madrid-Chamartín  | Salamanca               | Medina del Campo AVSegovia-Guiomar | S121      | Cambio de ancho en Medina del Campo AV |
| Avlo             | Murcia del Carmen | Valladolid-Campo Grande | | S112      | Circula desde 9 de abril de 2024 |